# Paramastax aprilei
Paramastax aprilei är en insektsart som beskrevs av Marius Descamps 1971. Paramastax aprilei ingår i släktet Paramastax och familjen Eumastacidae. Inga underarter finns listade i Catalogue of Life.